# Résolution 641 du Conseil de sécurité des Nations unies
Membres permanents
- Chine
- États-Unis
- France
- Royaume-Uni
- URSS

Membres non permanents
- Algérie
- Brésil
- Canada
- Colombie
- Éthiopie
- Finlande
- Malaisie
- Népal
- Sénégal
- Yougoslavie

Résolution no 640 Résolution no 642
La résolution 641 est une résolution du Conseil de sécurité de l'ONU votée le 30 août 1989. Après avoir réaffirmé les résolution 608 (1988), résolution 636 (1989) et pris connaissance de l'expulsion de cinq Palestiniens par Israël dans les territoires occupés, le 27 août 1989, le Conseil de sécurité condamne la poursuite des expulsions et réaffirme l'applicabilité de la quatrième convention de Genève relative à la protection des civils en temps de guerre.
La résolution demande également à Israël d'assurer le retour immédiat et en toute sécurité des personnes expulsées et de cesser immédiatement les expulsions de civils, qui sont généralement expulsés vers le Liban.
La résolution 641 est adoptée par 14 voix contre zéro, avec une abstention des États-Unis.